# Baudouin Chailley
Baudouin Chailley (n. octombrie 1939) este un scriitor francez de romane de aventuri și romane științifico-fantastice. A publicat primul său roman în 1965 în colecția Espionnage des Éditions de l'Arabesque. El și-a publicat romanele, de obicei, în  colecțiile Rivière Blanche și Fleuve Noir Anticipation.
El este cunoscut publicului prin numeroasele pseudonime pe care le-a folosit: H. B. Treilley, Piet Legay, Guy Lespig, precum și alte pseudonime mai puțin cunoscuțe: Baldwin Wolf, Igor Ivanov, Guy Jacquelin, B. Hilley, Pat Marcy sau Pierre Lucas.

## Romane scrise

### Cicluri / Serii
- Ciclul Loan
  - Elle s'appelait Loan (1982)
  - Un monde si noir (1982)
- Ciclul Dossiers Maudits
  - Mortel contact (1987)
  - Les Portes de l'enfer (1987)
  - Le Dernier témoin (1987)
  - Cette vérité qui tue (1987)
  - Survival (1988)
  - L'Enfer des homosimiens (1988)
  - Genesis II (1989)
  - Shândoah ! (1989)
  - Égrégore (1989)
  - Le Rire du clone (1989)
  - Vous avez dit « humain » ! (1990)
  - Emergency ! (1990)
  - Le Profanateur (1990)
  - Révélations interdites (1992)
- Ciclul Chronos
  - Le Temps de l'effroi (1991)
  - Le Temps des lumières (1991)
  - Le Temps des révélations (1991)

### Alte romane
În ordine alfabetică
- Anticorps 107 (1983)
- Les Anges aux ailes rouges (?) publicat în Fleuve Noir Feu
- Aqualud ! (1988)
- Au nom de l'espèce (1981)
- L'Autre race… (1984)
- Banzaï sur Iwo-Jima (?) publicat în Fleuve Noir Feu
- Ce cœur dans la glace… (1983)
- Commando 44 (1966) publicat în Fleuve Noir Feu
- Corps à corps en Corée (1971) publicat în Fleuve Noir Feu
- Les Décervelés (1984)
- Le Défi génétique (1980)
- Démonia, planète maudite (publicat în Fleuve Noir Anticipation, 1977, nr. 771)
- Le dernier blockhaus (1973) publicat în Fleuve Noir Feu
- Dernière chance : humanité (1989)
- Dimension quatre ! (La Loi du temps)  (1983)
- Durer jusqu'au convoi (1968) publicat în Fleuve Noir Feu
- Les desperados de Provence (?) publicat în Fleuve Noir Feu
- Échec aux Ro'has (1981)
- Enfer chez les dieux (1971) publicat în Fleuve Noir Feu
- L'enfer par moins quinze (1973) publicat în Fleuve Noir Feu
- Enigma (2009)
- L'Énigme du Rorkal (2012)
- L'Énigme du squalus (1992)
- L'Étrange maléfice (1981)
- L'Exilé de l'infini (publicat în Fleuve Noir Anticipation, 1979, nr. 911)
- La faute du sergent Hoare (1971) publicat în Fleuve Noir Feu
- La filière (1972)  publicat în Fleuve Noir Feu
- Génération Satan (1984)
- Hypothèse « gamma » (1982)
- Ils étaient seize (?) publicat în Fleuve Noir Feu
- La Loi de la Horde (2011)
- Le Maître des cerveaux (publicat în Fleuve Noir Anticipation, 1980, nr. 961)
- La Malédiction du Rorkal (2013)
- La Mandragore (1992)
- Mortels Délices (2014)
- Le Mystère Varga (1981)
- O Gamesh, prince des ténèbres (1989)
- Obsession temporelle (1981)
- Opération superflash (1972) publicat în Fleuve Noir Feu
- Les Passagers du temps (publicat în Fleuve Noir Anticipation, 1978, nr. 894}}, 220 pag)
- Perpetuum… (1983)
- Les Pétrifiés d'Altaïr (publicat în Fleuve Noir Anticipation, 1978, nr. 859)
- Projet phoenix (publicat în Fleuve Noir Anticipation, 1979, nr. 921)
- Psy-connection (1984)
- R comme Romeo (1974) publicat în Fleuve Noir Feu
- Radiations (2007)
- Rawâhlpurgis (1993)
- Réseau Altair (1970) publicat în Fleuve Noir Feu
- Réseaux piégés (1975) publicat în Fleuve Noir Feu
- La rizière sans retour (1975) publicat în Fleuve Noir Feu
- Saboteurs sur la Norvège (1970) publicat în Fleuve Noir Feu
- Security check (1974) publicat în Fleuve Noir Feu
- Shaan ! (publicat în Fleuve Noir Anticipation, 1994, nr. 1950)
- Shândoah ! (1989)
- Le Silence des abysses (2010)
- Situation rouge  (1973) publicat în Fleuve Noir Feu
- Soixante Hommes par minute (?) publicat în Fleuve Noir Feu
- Les Sphères de l'oubli (publicat în Fleuve Noir Anticipation, 1978, nr. 829)
- Le Sursis d'Hypnos (publicat în Fleuve Noir Anticipation, 1977, nr. 795)
- Survie impossible (1972) publicat în Fleuve Noir Feu
- Transfert Psi ! (1980)
- Tornade sur Tobrouk (1968) publicat în Fleuve Noir Feu
- Ultime Frontière (2006)
- Ultime solution… (1986)
- L'Ultime test (1980)
- Une peau si… bleue ! (1982)
- Véga IV (publicat în Fleuve Noir Anticipation, 1978, nr. 881)
- Viol génétique (1985)

## Ficțiune scurtă
- Autodestruction, 2013, în La Bibliothèque d'Atlantis
- Onyria ou Les songes de Zalkar, SF, 2007, în Radiations[3][4]

## Traduceri[5][6]
- Piet Legay, Furtună la Tobruk
- Piet Legay, Au fost șaisprezece
- Piet Legay, Imposibila întoarcere
- Guy Lespig, A șaptea joncă
- Guy Lespig, Ultima rafală în Birmania
- Guy Lespig, Un comando pentru eternitate
- Baldwin Wolf, Furia supraviețuirii[7]
- Pierre Lucas - seria Poliția de Moravuri
  - Eliberare iluzorie
  - Bonnie și Fly
  - Prețul banilor
  - Ochi de ceață
  - Vânzare en-detail
  - Reversul medaliei
  - Cele trei orfeline
  - Nopțile la Los Angeles
  - Fata din Bangkok
  - Frumoasa și atleta